# ویاتسکیه پولیانی
شهر ویاتسکیه پولیانی (به روسی: Вятские Поляны) در کشور روسیه و در اوبلاست کیروف واقع شده‌است.